# Liste der Schweizer Botschafter beim Heiligen Stuhl
Die Liste der Botschafter der Schweiz beim Heiligen Stuhl bietet einen Überblick über die Botschafter der diplomatischen Vertretung der Schweiz beim Heiligen Stuhl seit der Aufnahme diplomatischer Beziehungen, die seit 1991 mittels eines Botschafters in Sondermission sichergestellt wurde. Vorher wurden die diplomatischen Beziehungen ausschliesslich über die Apostolische Nuntiatur des Heiligen Stuhls in Bern sichergestellt.
Seit dem 2. Juni 2004 ist die Amtsfunktion eines "Botschafters in Sondermission am Heiligen Stuhl" aufgehoben. 2004 wurde erstmals mit dem Schweizer Botschafter in Prag ein ausserordentlicher und bevollmächtigter (nichtresidenter) Botschafter beim Heiligen Stuhl ernannt. Seit April 2010 residierte der Schweizer Botschafter für den Heiligen Stuhl in der Schweiz. Seit 2014 residiert mit dem Schweizer Botschafter in Ljubljana der ausserordentliche und bevollmächtigte Botschafter beim Heiligen Stuhl ebenda.
2022 wurde eine Schweizer Botschaft beim Heiligen Stuhl mit Sitz in der römischen Via Crescenzio 97 eingerichtet. Im Frühjahr 2023 wechselte der Schweizer Botschafter von seinem bisherigen Sitz in der slowenischen Hauptstadt Ljubljana als residierender Botschafter nach Rom.
| Amtszeit  | Name                    | Heiliger Stuhl                                                     | akkreditiert während der Amtszeit von | Weitere Funktion                      |
| --------- | ----------------------- | ------------------------------------------------------------------ | ------------------------------------- | ------------------------------------- |
| 1991–1993 | Jenö Staehelin          | (nichtresidenter) Botschafter in Sondermission beim Heiligen Stuhl | Johannes Paul II.                     | Botschafter EDA, Bern                 |
| 1993–1997 | François-Charles Pictet | (nichtresidenter) Botschafter in Sondermission beim Heiligen Stuhl | Johannes Paul II.                     | Botschafter in Wien (bis 1994)        |
| 1997–2001 | Claudio Caratsch        | (nichtresidenter) Botschafter in Sondermission beim Heiligen Stuhl | Johannes Paul II.                     | Botschafter in Budapest und Ljubljana |
| 2001–2004 | Hansrudolf Hoffmann     | (nichtresidenter) Botschafter in Sondermission beim Heiligen Stuhl | Johannes Paul II.                     | Botschafter in Prag                   |
| 2005–2011 | Jean-François Kammer    | (nichtresidenter) Botschafter beim Heiligen Stuhl                  | Benedikt XVI.                         | Botschafter in Prag                   |
| 2011–2013 | Paul Widmer             | (nichtresidenter) Botschafter beim Heiligen Stuhl                  | Benedikt XVI.                         |                                       |
| 2014–2018 | Pierre-Yves Fux         | (nichtresidenter) Botschafter beim Heiligen Stuhl                  | Franziskus                            | Botschafter in Ljubljana              |
| 2018–2022 | Denis Knobel            | (nichtresidenter) Botschafter beim Heiligen Stuhl                  | Franziskus                            | Botschafter in Ljubljana              |
| 2022–2023 | Denis Knobel            | residierender Botschafter beim Heiligen Stuhl                      | Franziskus                            |                                       |
| seit 2023 | Manuela Leimgruber      | residierende Botschafterin beim Heiligen Stuhl                     | Franziskus                            |                                       |